# Dolmens de Kervilor - Mané Bras
Les dolmens de Kervilor - Mané Bras  sont trois dolmens situés à la La Trinité-sur-Mer, dans le Morbihan en France.

## Localisation
Le mégalithe est situé dans un bois, au sommet d'une petite colline, à environ 220 m à vol d'oiseau au nord du hameau de Kermarquer et environ 250 m au sud-ouest du hameau de Kervilor.

## Description
Du cairn originel, de forme ovale, ne subsiste plus que trois dolmens à galerie intérieurs (peut-être des allées couvertes).
Le premier dolmen, à l'ouest, n'a plus ses dalles de couverture. Le couloir, d'une longueur d'environ 6 m, rejoint une chambre ovale d'environ 4 × 3 m.
Le deuxième dolmen, au centre, en compte encore trois : deux d'entre elles protègent le couloir, la troisième forme une partie du plafond de la chambre funéraire.
Le troisième dolmen, à l'est, en compte deux, couvrant l'une le couloir et l'autre la chambre. Cette chambre sépulcrale, rectangle d'environ 3 × 3 m, est atteinte via un couloir d'environ 4 m de longueur.

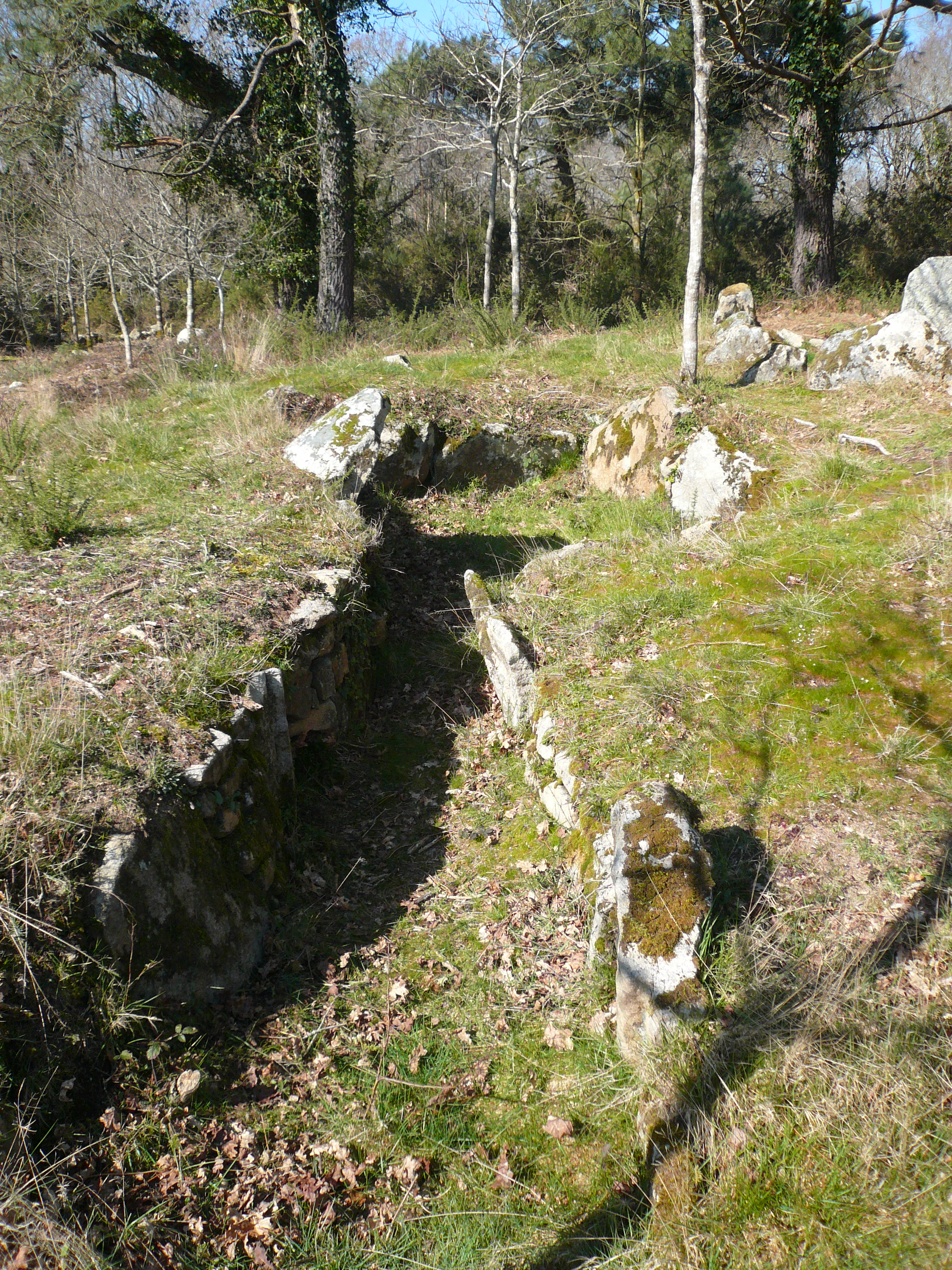
Premier dolmen.
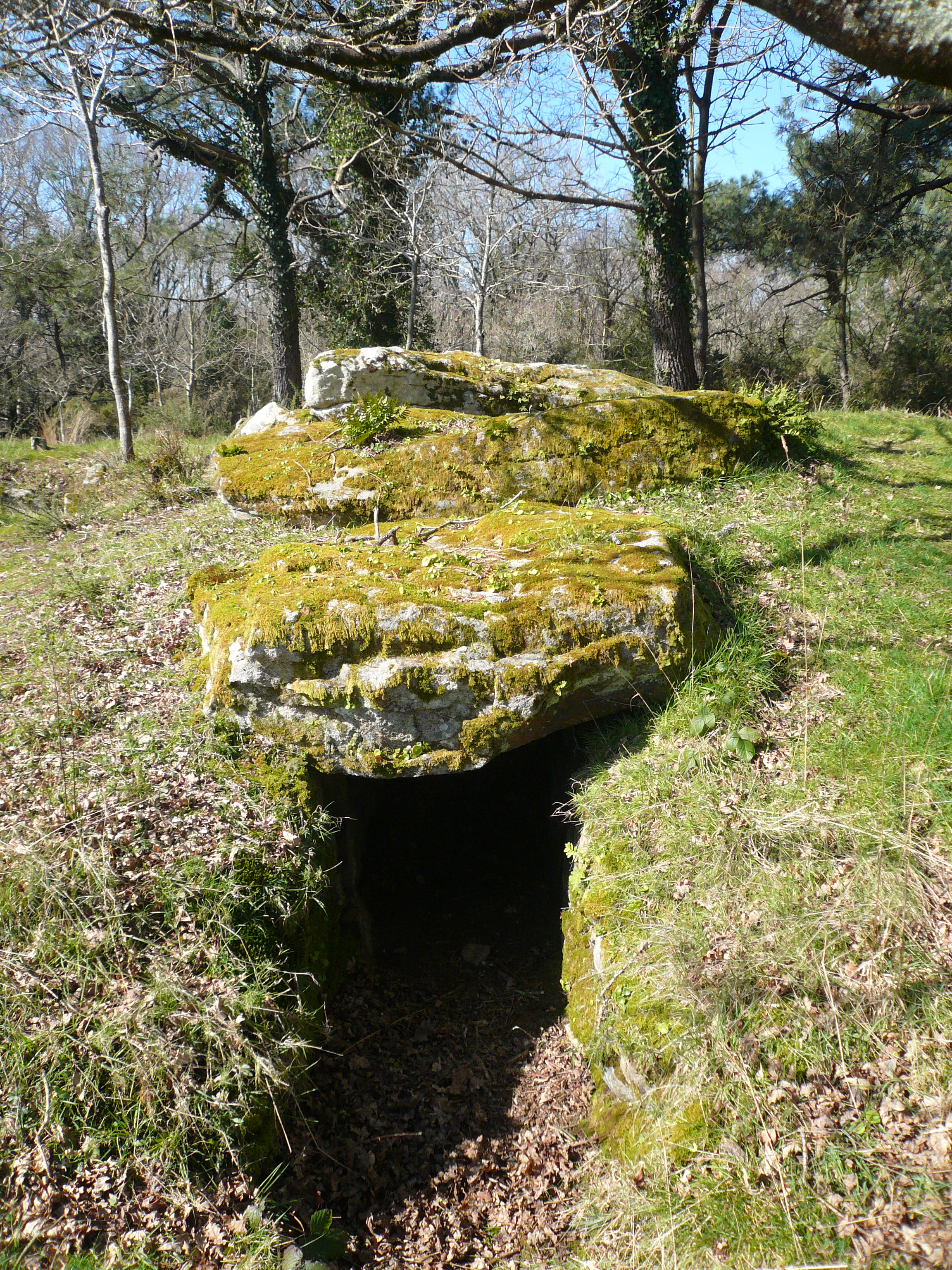
Deuxième dolmen.
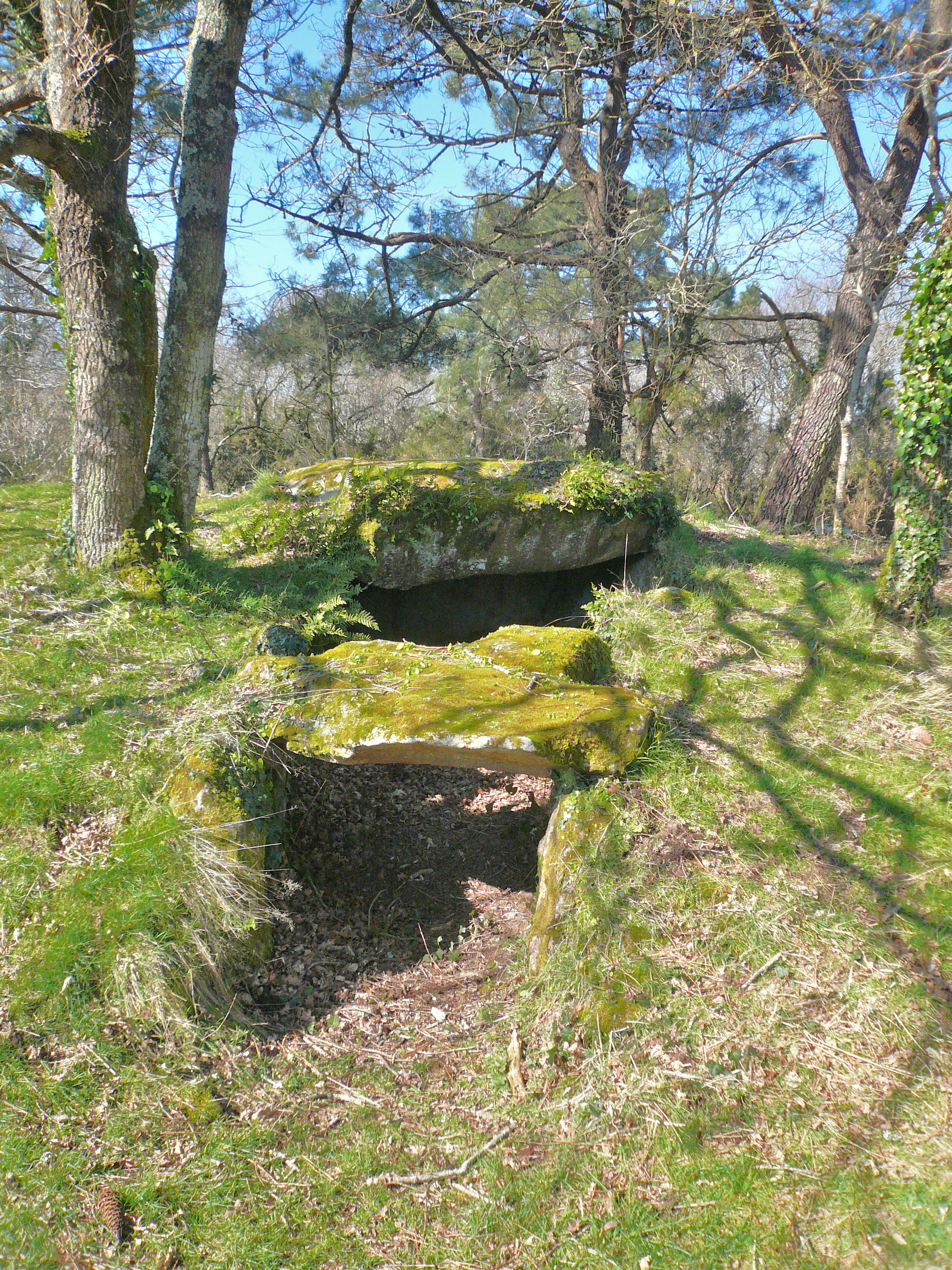
Troisième dolmen.

## Historique
Le monument date du Néolithique.
Le dolmen est classé au titre des monuments historiques par arrêté du 20 avril 1927.